# (3739) Rem
(3739) Rem est un astéroïde de la ceinture principale ainsi nommé en mémoire de Rem Khokhlov.

## Description
(3739) Rem est un astéroïde de la ceinture principale. Il fut découvert le 8 septembre 1977 à Naoutchnyï par Nikolaï Tchernykh. Il présente une orbite caractérisée par un demi-grand axe de 2,22 UA, une excentricité de 0,15 et une inclinaison de 4,6° par rapport à l'écliptique.

## Compléments